# Estación Josefina CC
Josefina CC es una estación de ferrocarril ubicada en la localidad homónima, departamento Castellanos, provincia de Santa Fe, Argentina.
Las siglas CC se refiere a que fue inaugurada por el Ferrocarril Central Córdoba. No confundir con la Estación Josefina F del Ferrocarril Provincial de Santa Fe. En 1948 ambas estaciones pasaron a ser parte del Ferrocarril General Belgrano.

## Servicios
No presta servicios de pasajeros, sólo de cargas. Sus vías corresponden al Ramal CC4. Sus vías e instalaciones están concesionadas a la empresa Trenes Argentinos Cargas.